# Militärmusiken
Militärmusiken var den personalkår inom Krigsmakten som samlade militärmusikkårerna över hela Sverige. Militärmusiken bildades 1960 genom att Armémusiken, Marinmusiken och Flygmusiken slogs ihop och upphörde 1971 då den omorganiserades till den civila organisationen Regionmusiken.

## Musikkårer
Militärmusiken organiserade 25 musikkårer i två typer baserat på storlek. 

### Typ I
Typ I hade följande stämbesättning: 2 flöjter, 2 oboer, 1 Ess-klarinett, 7 B-klarinetter, 1 basklarinett, 2 fagotter, 2 altsaxofoner, 1 tenorsaxofon, 3 B-kornetter, 2 B-trumpeter, 4 horn, 3 tromboner, 1 baryton, 2 tubor, 2 kontrabasar, 2 slagverkare (totalt: 37 musiker).
Musikkårer av Typ I: Första militärmusikkåren

### Typ II
Typ II hade följande stämbesättning: 1 flöjt, 1 oboe, 1 Ess-klarinett, 4 B-klarinetter, 2 fagotter, 2 saxofoner, 2 B-kornetter, 2 B-trumpeter, 2 horn, 2 tromboner, 1 baryton, 1 kontrabas, 1 tuba, 2 slagverkare (totalt: 24 musiker).
Musikkårer av Typ II:  Andra militärmusikkåren, Militärmusikkåren i Karlstad, Militärmusikkåren i Örebro, Militärmusikkåren i Linköping, Militärmusikkåren i Östersund, Militärmusikkåren i Kristianstad, Militärmusikkåren i Ystad, Militärmusikkåren i Strängnäs, Militärmusikkåren i Växjö, Militärmusikkåren i Eksjö, Militärmusikkåren i Falun, Militärmusikkåren i Borås, Militärmusikkåren i Uddevalla, Militärmusikkåren i Visby, Militärmusikkåren i Boden, Militärmusikkåren i Umeå, Militärmusikkåren i Sollefteå, Militärmusikkåren i Skövde, Militärmusikkåren i Jönköping, Militärmusikkåren i Karlskrona, Militärmusikkåren i Göteborg, Militärmusikkåren i Västerås, Militärmusikkåren i Halmstad samt Militärmusikkåren i Uppsala.